# Dryburgh Abbey

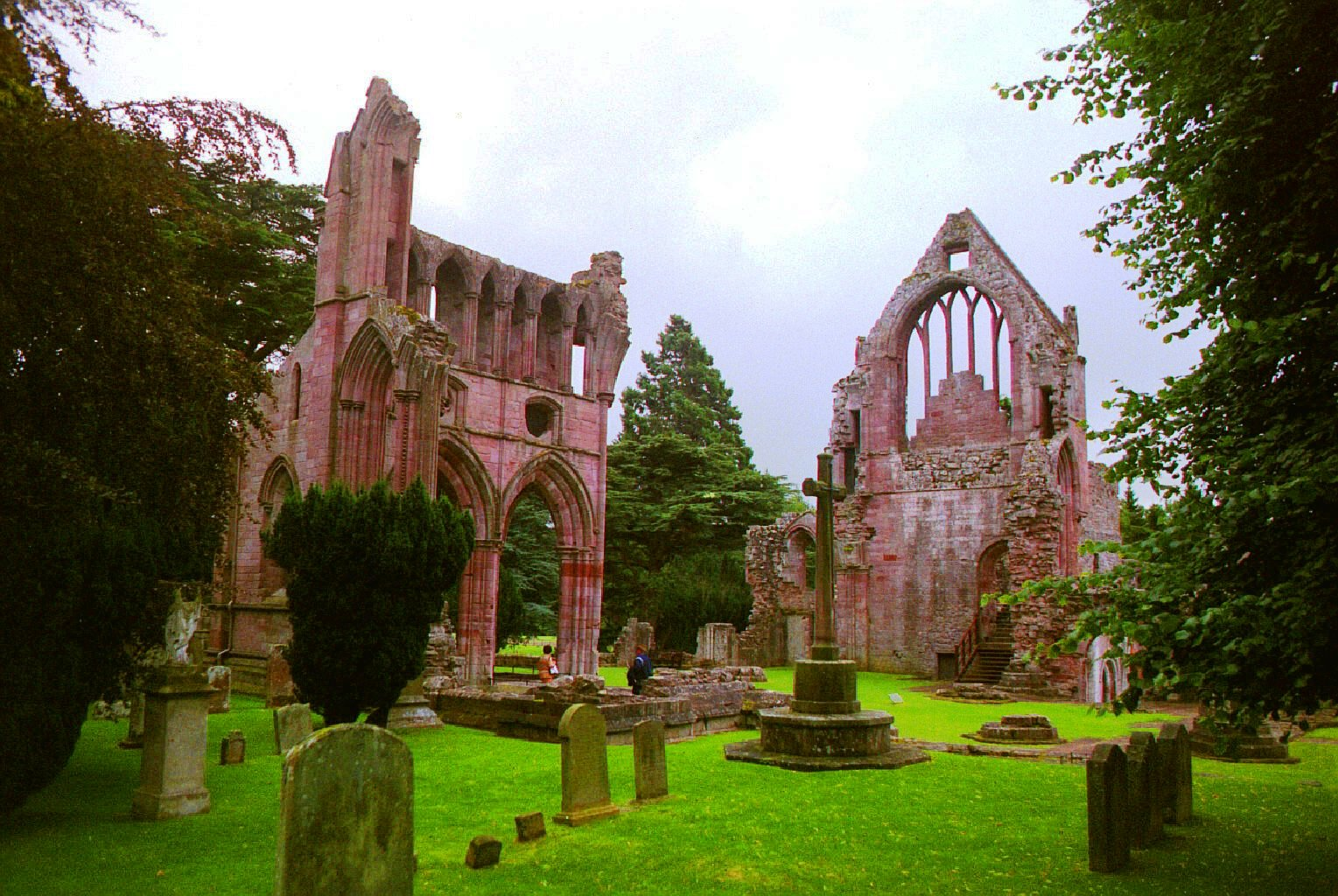
Dryburgh Abbey

Die Dryburgh Abbey wurde im Jahr 1150 von Hugh de Morville d. Ä., dem Konstabler von Schottland während der Regierungszeit Davids I., durch Landschenkungen und Gelder gestiftet und dem Prämonstratenser-Orden übergeben.

## Lage
Die Dryburgh Abbey liegt in einer Schleife des River Tweed nahe Newtown St Boswells, dem Verwaltungssitz der heutigen  Region Scottish Borders im Südosten Schottlands. Im Umkreis von etwa 20 Kilometern liegen die Ruinen der ehemals bedeutenden Klöster von Melrose, Jedburgh und Kelso.

## Geschichte

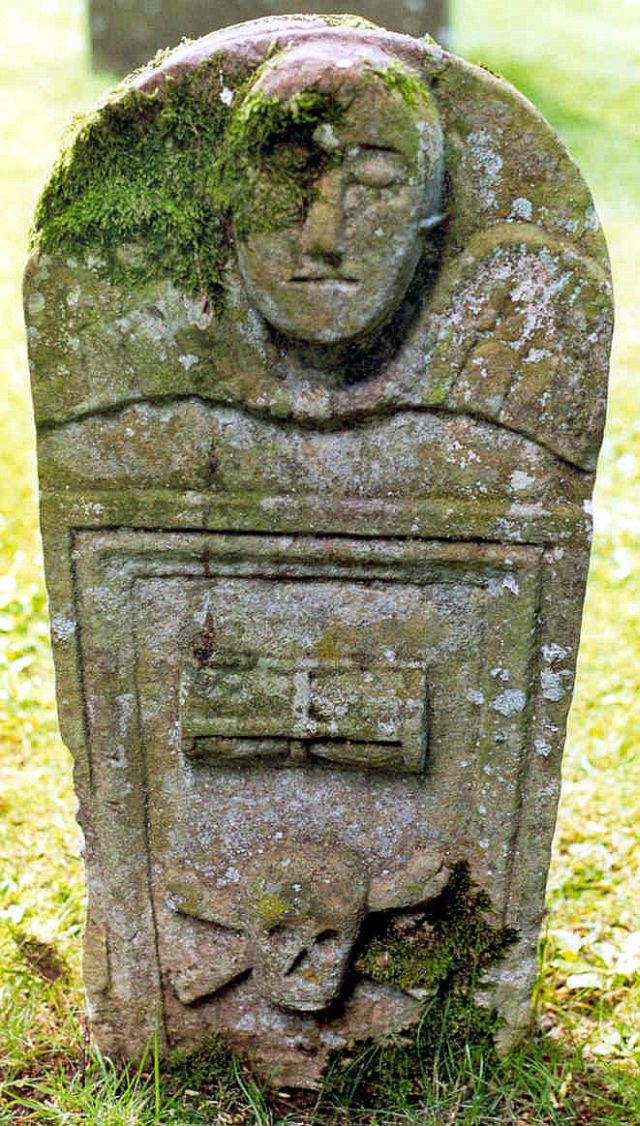
Grabstein auf dem Friedhof von Dryburgh Abbey

Mönche der Alnwick Abbey in der heutigen englischen Grafschaft Northumberland errichteten die Abtei auf dem Land von Hugh de Morville, dem Vater eines der Mörder von Thomas Becket.
Im Jahre 1322 wurde sie von den Truppen König Eduards II. von England während deren Rückzug aus Schottland niedergebrannt, aber von Robert I. wieder aufgebaut und gefördert. 1385 wurde die Abtei erneut niedergebrannt, blühte aber im 15. Jahrhundert noch einmal auf. Endgültig zerstört wurde sie am 4. November 1544, weshalb heute nur noch die Ruinen und der Friedhof erhalten sind.
Im Jahr 1786 kaufte David Stuart Erskine, 11. Earl of Buchan, das Land. Er bemühte sich, die  Ruinen zu erhalten und legte auf dem Gelände einen großen Garten an. Er ließ auch Ausbesserungsarbeiten vornehmen. So stammen die in Stein gehauene Jahreszahl „1150“ und der Obelisk im Süden der Abtei von ihm und nicht von den ursprünglichen Erbauern.

## Architektur
Die erhaltenen Bauteile, insbesondere der Kapitelsaal mit seinen maßwerklosen Fenstern, zeigen Einflüsse der Frühgotik, also der Zeit um 1150.

## Sonstiges
David Stuart Erskine, Sir Walter Scott und Douglas Haig sind in der Abteiruine beerdigt.